# 描述函數
描述函數（describing function）是控制系統中用近似方式處理非線性系統的方法，由Nikolay Mitrofanovich Krylov及尼古拉·博戈柳博夫在1930年代提出，後來由Ralph Kochenburger延伸。描述函數是以準線性為基礎，是用會依輸入波形振幅而變化的线性时不变传递函数來近似非線性系統的作法。依照定義，真正线性时不变系統的传递函数不會隨輸入函數的振幅而變化（因為是線性系統）。因此，其和振幅的相依性就會產生一群的線性系統，這些系統結合起來的目的是為了近似非線性系統的特性。描述函數是少數廣為應用來設計非線性系統的方法，描述函數是在分析閉迴路控制器（例如工業過程控制、伺服機構、电子振荡器）的极限环時，常見的數學工具。

## 原理
考慮一個慢速，穩定的線性系統，其回授路徑中有不連續（但有分段連續）的非線性特性（例如有飽和的放大器、或是有死區效應的元件）。在非線性元件上看到的連續區域會視線性系統的振幅而定。若線性系統輸出的振幅變小，其非線性元件的特性可能又會變換到另一個區域。這種在二個連續區間之間的切換會造成週期性的振荡。描述函數方式法目的是要預設這些振盪的特性（也就是其基頻），作法是假設慢速系統特性類似低通滤波器或带通滤波器，會將能量集中在單一頻率。即使輸出波形有多個不同的模態，描述函數仍可以提供有關頻率的資訊，也許也包括振幅相關的資訊。此情形下，描述函數有點類似在描述回授系統的滑動模式。

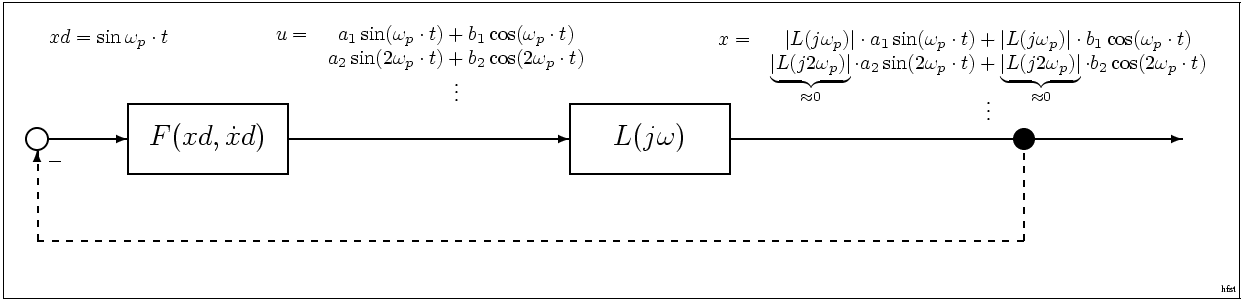
在諧波平衡下的非線性系統

利用低通濾波器的假設，系統響應可以表示為一組正弦曲線中的一個弦波。此情形下，系統可以表示為弦波描述函數（SIDF）{\displaystyle H(A,\,j\omega )}，是對振幅為A，頻率為{\displaystyle \omega }的弦波輸入的系統響應。SIDF是描述線性函數传递函数 {\displaystyle H(j\omega )}的變體。在準線性系統中，輸入信號為弦波時，其輸出也是相同頻率的弦波，但其振幅及相位的關係可以用{\displaystyle H(A,\,j\omega )}表示。以此觀點來看，許多系統在弦波輸入下的響應雖不一定是純弦波，但大部份輸出能量集中在是和輸入信號相同的頻率{\displaystyle \omega }，因此可以近似為準線性系統。其原因是這類系統在其本質上有低通或是带通的特性，因此高次的諧波受到了抑制，也有可能是特意加入了濾波器。弦波描述函數（SIDF）的重要用途之一是消除弦波电子振荡器的非理想訊號。
考慮非線性系統{\displaystyle u=f(xd).}，在弦波輸入{\displaystyle xd=Asin\omega t}下，其描述函數可以表示為{\displaystyle H(A,\,j\omega )=g+jb,}，其中的實部g及虛部b可以表示如下：
{\displaystyle g(A,\,j\omega )={\frac {1}{\pi A}}\int _{0}^{2\pi }f(A\sin \omega t)\sin \omega td\omega t}
{\displaystyle b(A,\,j\omega )={\frac {1}{\pi A}}\int _{0}^{2\pi }f(A\sin \omega t)\cos \omega td\omega t}
也有其他型式的描述函數，例如水平輸入以及高斯雜訊輸入的描述函數。描述函數無法完整的描述系統，不過多半已可以處理像是控制或是穩定性的問題。描述函數最適用於分析非線性程度相對輕微的系統。此外，高階弦波輸入描述函數（HOSIDF）描述非線性系統在弦波輸入下，其各階諧波成份的振幅及相位。高階弦波輸入描述函數是描述函數是延伸版本，用在響應的非線性程度非常明顯的場合。

## 注意事項
在許多種類的系統中，描述函數都可以產生一定準確度的結果，不過也有些情形會失效。例如在一些很強調其高階諧波特性的系統，描述函數就不一定能發揮作用。Tzypkin曾經用起停式控制系統為例說明過。另一個比較簡單的例子是由非反相施密特触发器加上反相積分器組成的閉迴路振盪器，以積分器的輸出為施密特触发器的輸入。施密特触发器的輸出是方波，而積分器的輸出是三角波，的三角波的波峰恰好就是方波的切換點。振盪器中的這兩部份輸出都落後輸入90度。若是用描述函數來處此一電路，施密特触发器的輸入會變成頻率為其基頻的弦波，通過触发器也會有延遲，但會比90度要小（弦波觸發触发器的時機會比三角波要快），因此描述函數下，系統振盪的方式會和原系統的不同。
若是符合阿依熱爾曼猜想或卡爾曼猜想的條件，可能利用描述函數找不到週期解，相反的，也有週期解的反例（隱藏振盪）。因此描述函數的應用也需要確認是否適合。

## 延伸閱讀
- N. Krylov and N. Bogolyubov: Introduction to Nonlinear Mechanics, Princeton University Press, 1947
- A. Gelb and W. E. Vander Velde: Multiple-Input Describing Functions and Nonlinear System Design （页面存档备份，存于）, McGraw Hill, 1968.
- James K. Roberge, Operational Amplifiers: Theory and Practice, chapter 6: Non-Linear Systems （页面存档备份，存于）, 1975; free copy courtesy of MIT OpenCourseWare 6.010 (2013); see also (1985) video recording of Roberge's lecture on describing functions （页面存档备份，存于）
- P.W.J.M. Nuij, O.H. Bosgra, M. Steinbuch, Higher Order Sinusoidal Input Describing Functions for the Analysis of Nonlinear Systems with Harmonic Responses, Mechanical Systems and Signal Processing, 20(8), 1883–1904, (2006)

## 外部連結
- Electrical Engineering Encyclopedia: Describing Functions （页面存档备份，存于）